# نايجل سنكلير
نايجل سنكلير (بالإنجليزية: Nigel Sinclair)‏ هو منتج أفلام بريطاني، ولد في 31 مارس 1948 في دامفريس ‏ في المملكة المتحدة.

## وصلات خارجية
- نايجل سنكلير على موقع IMDb (الإنجليزية)
- نايجل سنكلير على موقع قاعدة بيانات الفيلم (الإنجليزية)